# Handelsdok
L'Handelsdok (traducció: Moll del comerç), és una via navegable de Bèlgica curta d'1,625 km de la classe VI que enllaça el Braç Napoleó De Pauw amb el canal Gant-Terneuzen.

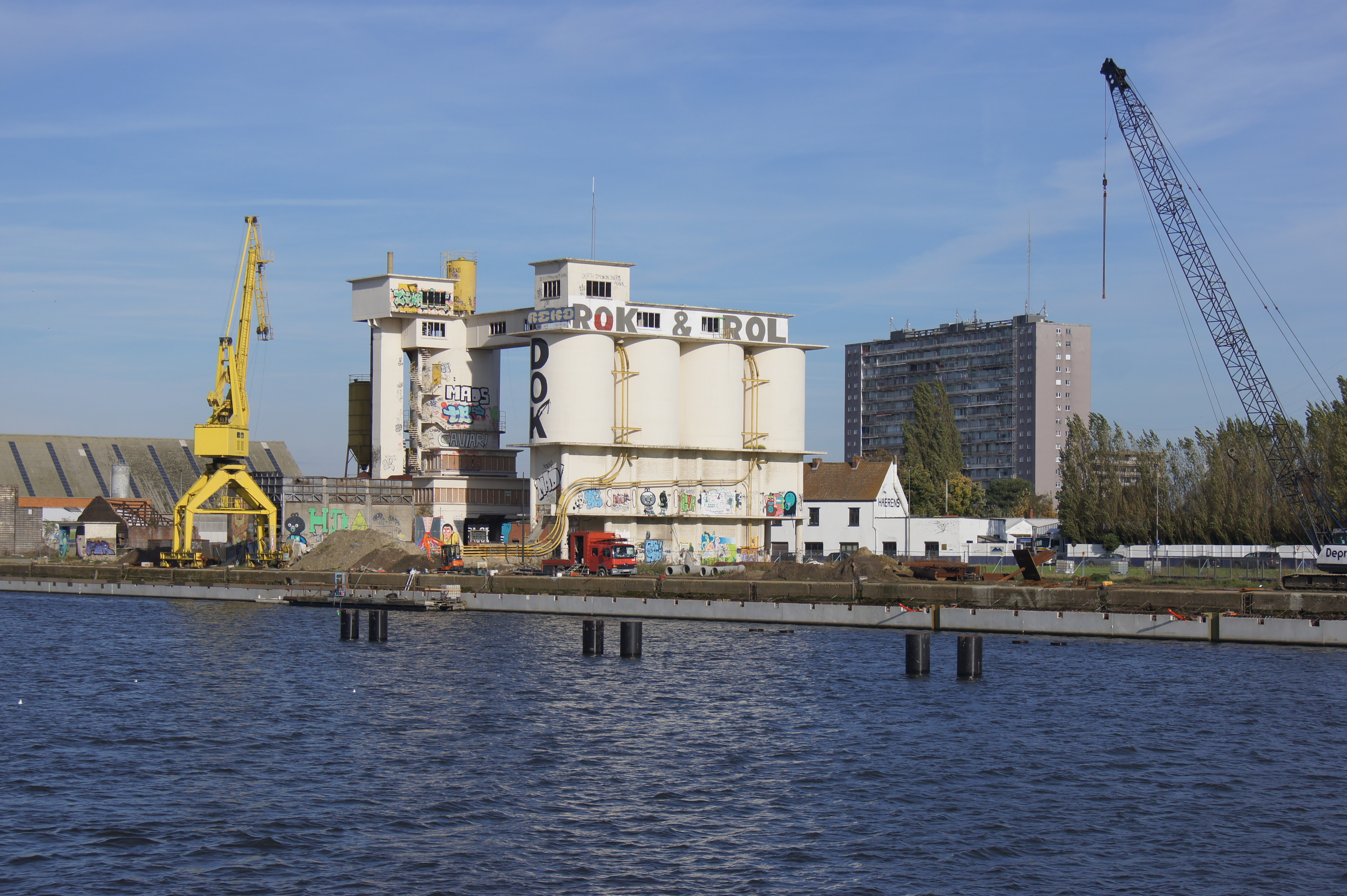
Antiga fàbrica de formigó a l'Handelsdok

És la primera de les dàrsenes modernes que es van construir al marge del centre històric de Gant, quan el port a poc a poc va deixar el centre històric quan els molls massa petits als marges del Leie i de l'Escalda a l'interior van començar atènyer els límits de capacitat. Es va excavar el 1828 aprofitant els fossats obsolets de les fortificacions segons el mètode Vauban.
Des d'aleshores el trànsit fluvial i les activitats portuàries van moure's cada vegada més al nord. L'excavació del canal Ringvaart des de 1948 i acabat el1970 va permetre de desviar tota la navegació. Als anys seixanta del segle passat al centre l'ajuntament va començar a colgar o cobrir parts dels rius per a fer aparcaments i carreteres a l'estil dels golden sixties en pensar que el ferrocarril i els canals eren una cosa del passat. La contaminació creixent i la pol·lució olfactiua van contribuir a la voluntat de colgar-los. L'aigua negra no era gaire atractiua. Des dels anys noranta, la mentalitat va canviar, la pol·lució va minvar i a poc a poc la ciutat comença recuperant els braços fluvials enterrats.
Després de la construcció del nou port interior a l'inici del segle xx, més accessible i més al nord de la ciutat, L'Handelsdok va perdre al seu torn la seva importància econòmica i el barri va degradar-se fins a un estat de decrepitud total. Avui, l'ajuntament prepara un projecte de renovació per fer-ne un barri distingit aprofitant el front d'aigua com principal trumfo.
A l'inici del segle xix, es van construir tot arreu el país molls nous amb el mateix nom Handelsdok, com, per exemple, a Bruges i Oostende.